# Kirnbergerovo ladění

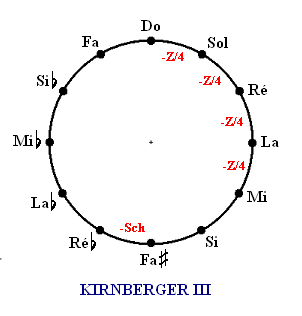
Ladění Kirnberger III.

Kirnbergerovo ladění (zkráceně Kirnberger) je nerovnoměrně temperované ladění, které na konci 18. století zkonstruoval německý hudební teoretik a skladatel Johann Philipp Kirnberger.
V Kirnbergerově době se používalo mnoho různých druhů ladění: středotónové (takto byly laděny zvláště varhany), velký počet různých druhů nerovnoměrně temperovaných ladění a prosazovat se začalo i rovnoměrně temperované ladění. V porovnání s ostatními nerovnoměrnými temperaturami se Kirnbergerovo ladění vyznačovalo relativně jednoduchou stavbou a silnou orientací na čisté intervaly. Kirnberger vytvořil tři typy ladění, dnes označovaná jako Kirnberger I (r. 1766), II (r. 1771) a III (r. 1779).
- Kirnberger I: V tomto ladění jsou čtyři velké tercie čisté, ostatní tercie ale zní velmi disotantně a jsou přítomné i čtyři příliš široké pythagorejské velké tercie. Také kvinta D – A zní velice disonantně.
- Kirnberger II: V tomto ladění již zní kvinta D – A přijatelněji, ale na úkor snížení počtu čistých velkých tercií na tři. Pythagorejské velké tercie zůstávají čtyři, hodnoty ostatních velkých tercií se v porovnání s Kirnberger I přiblížily čistým velkým terciím.
- Kirnberger III: Všechny kvinty již znějí přijatelně, zůstala ale jen jedna čistá velká tercie, počet pythagorejských velkých tercií se omezil na dvě.

## Kirnberger I
V tomto ladění se pythagorejské koma rozdělí mezi kvinty D – A (11/12 pythagorejského komatu) a F# – C# (1/12 pythagorejského komatu). Všechny ostatní kvinty zůstávají čisté.
| Kvinta | Poměr frekvencí                                                                          | Popis                                          | Centy   |  | Kvinta      | Poměr frekvencí                                                      | Popis                                         | Centy   |
| ------ | ---------------------------------------------------------------------------------------- | ---------------------------------------------- | ------- |  | ----------- | -------------------------------------------------------------------- | --------------------------------------------- | ------- |
| C – G  | {\displaystyle {3}:{2}\;}                                                                | čistá kvinta                                   | 701,955 |  | F# – C#     | {\displaystyle {\frac {3}{2}}:{\sqrt[{12}]{\frac {3^{12}}{2^{19}}}}} | kvinta zmenšená o 1/12 pythagorejského komatu | 700,000 |
| G – D  | {\displaystyle {3}:{2}\;}                                                                | čistá kvinta                                   | 701,955 |  | C# – G#(Ab) | {\displaystyle {3}:{2}\;}                                            | čistá kvinta                                  | 701,955 |
| D – A  | {\displaystyle {\frac {3}{2}}:{\sqrt[{12}]{\left({\frac {3^{12}}{2^{19}}}\right)^{11}}}} | kvinta zmenšená o 11/12 pythagorejského komatu | 680,450 |  | G#(Ab) – Eb | {\displaystyle {3}:{2}\;}                                            | čistá kvinta                                  | 701,955 |
| A – E  | {\displaystyle {3}:{2}\;}                                                                | čistá kvinta                                   | 701,955 |  | Eb – Bb     | {\displaystyle {3}:{2}\;}                                            | čistá kvinta                                  | 701,955 |
| E – H  | {\displaystyle {3}:{2}\;}                                                                | čistá kvinta                                   | 701,955 |  | Bb – F      | {\displaystyle {3}:{2}\;}                                            | čistá kvinta                                  | 701,955 |
| H – F# | {\displaystyle {3}:{2}\;}                                                                | čistá kvinta                                   | 701,955 |  | F – C       | {\displaystyle {3}:{2}\;}                                            | čistá kvinta                                  | 701,955 |

Od tohoto kvintového kruhu lze odvodit všechny tóny dvanáctitónové stupnice. Mocniny čísla 2 ve výpočtu relativní frekvence nemají žádný hlubší vnitřní řád, slouží jen jako oktávové transpozice k poskládání tónů do rozmezí jedné oktávy tak, aby relativní frekvence vycházely v rozmezí 1 až 2.
| Označení tónu | Výpočet relativní frekvence | Relativní frekvence | Centy   | Interval        |
| ------------- | --- | ------------------- | ------- | --------------- |
| Eb            | {\displaystyle {\frac {32}{27}}} | 1,185185185         | 294,14  | malá tercie     |
| Bb            | {\displaystyle {\frac {8}{9}}\cdot {\frac {2}{1}}={\frac {16}{9}}}                                                                                                   | 1,777777778         | 996,09  | malá septima    |
| F             | {\displaystyle {\frac {2}{3}}\cdot {\frac {2}{1}}={\frac {4}{3}}} | 1,333333333         | 498,05  | kvarta          |
| C             | {\displaystyle {\frac {1}{1}}=1} | 1                   | 0       | prima           |
| G             | {\displaystyle {\frac {3}{2}}} | 1,5                 | 701,955 | kvinta          |
| D             | {\displaystyle {\frac {9}{4}}\cdot {\frac {1}{2}}={\frac {9}{8}}} | 1,125               | 203,910 | velká sekunda   |
| A             | {\displaystyle {\frac {27}{16}}:{\sqrt[{12}]{\left({\frac {3^{12}}{2^{19}}}\right)^{11}}}={\frac {2^{13}\cdot {\sqrt[{12}]{2^{5}}}}{3^{8}}}}                         | 1,6666667899        | 884,36  | velká sexta     |
| E             | {\displaystyle {\frac {2^{12}\cdot {\sqrt[{12}]{2^{5}}}}{3^{7}}}\cdot {\frac {1}{2}}={\frac {2^{11}\cdot {\sqrt[{12}]{2^{5}}}}{3^{7}}}}                              | 1,250000924         | 386,31  | velká tercie    |
| H             | {\displaystyle {\frac {2^{10}\cdot {\sqrt[{12}]{2^{5}}}}{3^{6}}}} | 1,875001386         | 1088,27 | velká septima   |
| F#            | {\displaystyle {\frac {2^{9}\cdot {\sqrt[{12}]{2^{5}}}}{3^{5}}}\cdot {\frac {1}{2}}={\frac {2^{8}\cdot {\sqrt[{12}]{2^{5}}}}{3^{5}}}}                                | 1,40625104          | 590,23  | zvětšená kvarta |
| C#            | {\displaystyle {\frac {2^{7}\cdot {\sqrt[{12}]{2^{5}}}}{3^{4}}}\cdot {\frac {1}{2}}:{\sqrt[{12}]{\frac {3^{12}}{2^{19}}}}={\frac {2^{8}}{3^{5}}}={\frac {256}{243}}} | 1,053497942         | 90,22   | zvětšená prima  |
| G#            | {\displaystyle {\frac {128}{81}}} | 1,580246914         | 792,18  | zvětšená kvinta |

Takto mimo jiné dostaneme následující intervaly:
- Čtyři téměř čisté velké tercie (386,314 centů; tyto tercie jsou přibližně o 0,00128 centů širší než čisté): C-E, G-H, D-F#, F-A
- Čtyři tercie blížící se pythagorejským velkým terciím (405,866 centů; tyto tercie jsou přibližně o 1,955 centů užší než pythagorejské), znějí disonantně: A-C#, E-G#, H-Eb, F#-Bb
- Čtyři pythagorejské velké tercie (poměr frekvencí 81:64; 407,820 centů), znějí disonantně: C#-F, G#-C, Eb-G, Bb-D
- Příliš úzká kvinta D-A (680,45 centů)

### Kirnberger I s racionálními čísly
Jak již bylo řečeno, v ladění Kirnberger I se pythagorejské koma rozdělí mezi kvinty D – A (11/12 pythagorejského komatu) a F# – C# (1/12 pythagorejského komatu). Jelikož rozdíl mezi 11/12 pythagorejského komatu a syntonickým komatem je velmi malý (asi 0,00128 centů) a rozdíl mezi 1/12 pythagorejského komatu a schismatem je také velmi malý (též asi 0,00128 centů), lze ladění Kirnberger I také zapsat tak, že kvinta D - A se zmenší o syntonické koma a kvinta F# - C# se zmenší o schisma. Toto ladění pak má tu výhodu, že se v něm objevují jen racionální čísla (dá se tedy řadit i mezi čistá ladění). Tato dva typy ladění (Kirnberger I s iracionálními čísly a Kirnberger I s racionálními čísly) nelze sluchem rozeznat.
| Kvinta | Poměr frekvencí                                 | Popis                             | Centy   |  | Kvinta      | Poměr frekvencí                                       | Popis                     | Centy   |
| ------ | ----------------------------------------------- | --------------------------------- | ------- |  | ----------- | ----------------------------------------------------- | ------------------------- | ------- |
| C – G  | {\displaystyle {3}:{2}\;}                       | čistá kvinta                      | 701,955 |  | F# – C#     | {\displaystyle {\frac {3}{2}}:{\frac {32805}{32768}}} | kvinta zmenšená o schisma | 700,001 |
| G – D  | {\displaystyle {3}:{2}\;}                       | čistá kvinta                      | 701,955 |  | C# – G#(Ab) | {\displaystyle {3}:{2}\;}                             | čistá kvinta              | 701,955 |
| D – A  | {\displaystyle {\frac {3}{2}}:{\frac {81}{80}}} | kvinta zmenšená o syntonické koma | 680,449 |  | G#(Ab) – Eb | {\displaystyle {3}:{2}\;}                             | čistá kvinta              | 701,955 |
| A – E  | {\displaystyle {3}:{2}\;}                       | čistá kvinta                      | 701,955 |  | Eb – Bb     | {\displaystyle {3}:{2}\;}                             | čistá kvinta              | 701,955 |
| E – H  | {\displaystyle {3}:{2}\;}                       | čistá kvinta                      | 701,955 |  | Bb – F      | {\displaystyle {3}:{2}\;}                             | čistá kvinta              | 701,955 |
| H – F# | {\displaystyle {3}:{2}\;}                       | čistá kvinta                      | 701,955 |  | F – C       | {\displaystyle {3}:{2}\;}                             | čistá kvinta              | 701,955 |

Od tohoto kvintového kruhu lze odvodit všechny tóny dvanáctitónové stupnice. Mocniny čísla 2 ve výpočtu relativní frekvence nemají žádný hlubší vnitřní řád, slouží jen jako oktávové transpozice k poskládání tónů do rozmezí jedné oktávy tak, aby relativní frekvence vycházely v rozmezí 1 až 2.
| Označení tónu | Výpočet relativní frekvence                                                                                  | Relativní frekvence | Centy   | Interval        |
| ------------- | --- | ------------------- | ------- | --------------- |
| Eb            | {\displaystyle {\frac {32}{27}}}                                                                             | 1,185185185         | 294,14  | malá tercie     |
| Bb            | {\displaystyle {\frac {8}{9}}\cdot {\frac {2}{1}}={\frac {16}{9}}}                                           | 1,777777778         | 996,09  | malá septima    |
| F             | {\displaystyle {\frac {2}{3}}\cdot {\frac {2}{1}}={\frac {4}{3}}}                                            | 1,333333333         | 498,05  | kvarta          |
| C             | {\displaystyle {\frac {1}{1}}=1}                                                                             | 1                   | 0       | prima           |
| G             | {\displaystyle {\frac {3}{2}}}                                                                               | 1,5                 | 701,955 | kvinta          |
| D             | {\displaystyle {\frac {9}{4}}\cdot {\frac {1}{2}}={\frac {9}{8}}}                                            | 1,125               | 203,910 | velká sekunda   |
| A             | {\displaystyle {\frac {27}{16}}:{\frac {81}{80}}={\frac {5}{3}}}                                             | 1,666666667         | 884,36  | velká sexta     |
| E             | {\displaystyle {\frac {5}{2}}\cdot {\frac {1}{2}}={\frac {5}{4}}}                                            | 1,25                | 386,31  | velká tercie    |
| H             | {\displaystyle {\frac {15}{8}}}                                                                              | 1,875               | 1088,27 | velká septima   |
| F#            | {\displaystyle {\frac {45}{16}}\cdot {\frac {1}{2}}={\frac {45}{32}}}                                        | 1,40625             | 590,22  | zvětšená kvarta |
| C#            | {\displaystyle \left({\frac {135}{64}}:{\frac {32805}{32768}}\right)\cdot {\frac {1}{2}}={\frac {256}{243}}} | 1,053497942         | 90,22   | zvětšená prima  |
| G#            | {\displaystyle {\frac {128}{81}}}                                                                            | 1,580246914         | 792,18  | zvětšená kvinta |

Takto mimo jiné dostaneme následující intervaly:
- Čtyři čisté velké tercie (poměr frekvencí 5:4; 386,314 centů): C-E, G-H, D-F#, F-A
- Čtyři pythagorejské velké tercie (poměr frekvencí 81:64; 407,820 centů), znějí disonantně: C#-F, Ab-C, Eb-G, Bb-D
- Čtyři tercie blížící se pythagorejským velkým terciím (405,866 centů; tyto tercie jsou přibližně o 1,955 centů užší než pythagorejské), znějí disonantně: A-C#, E-G#, H-Eb, F#-Bb
- Příliš úzká kvinta D-A (680,449 centů)

Může nás překvapit, že porovnáme-li si toto ladění s laděním Parejovým, které bylo popsáno
o tři století dříve (1482), není tu prakticky žádný rozdíl. Jediný rozdíl je v tom, že zatímco Pareja
má o syntonické koma zúženou kvintu G-D, Kirnberger I ji má posunutou mezi tóny D-A. Druhý, prakticky nepodstatný rozdíl je v tom, že zatímco rovnoměrně temperovaná kvinta leží u Pareji mezi tóny Cis-Gis, Kirnberger I ji má posunutou
mezi tóny Fis-Cis.
Je zajímavé, že i když Kirnberger (který byl krátký čas i žákem J. S. Bacha)
znal kromě středotónového ladění i rovnoměrnou temperaturu ,
byl si dobře vědom i jejích nedostatků a proto se ve svém hledání té nejlepší temperatury vrací ke starým osvědčeným schématům, odvozeným z čistých kvint pythagorejského ladění.

## Kirnberger II
V tomto ladění se rozdělí syntonické koma mezi kvinty D – A a A – E (každá se zmenší o polovinu syntonického komatu), kvinta F# – C# se zmenší o schisma (pythagorejské koma = syntonické koma + schisma). Všechny ostatní kvinty zůstávají čisté.
| Kvinta | Poměr frekvencí                                         | Popis                                          | Centy   |  | Kvinta      | Poměr frekvencí                                       | Popis                     | Centy   |
| ------ | ------------------------------------------------------- | ---------------------------------------------- | ------- |  | ----------- | ----------------------------------------------------- | ------------------------- | ------- |
| C – G  | {\displaystyle {3}:{2}\;}                               | čistá kvinta                                   | 701,955 |  | F# – C#     | {\displaystyle {\frac {3}{2}}:{\frac {32805}{32768}}} | kvinta zmenšená o schisma | 700,001 |
| G – D  | {\displaystyle {3}:{2}\;}                               | čistá kvinta                                   | 701,955 |  | C# – G#(Ab) | {\displaystyle {3}:{2}\;}                             | čistá kvinta              | 701,955 |
| D – A  | {\displaystyle {\frac {3}{2}}:{\sqrt {\frac {81}{80}}}} | kvinta zmenšená o polovinu syntonického komatu | 691,202 |  | G#(Ab) – Eb | {\displaystyle {3}:{2}\;}                             | čistá kvinta              | 701,955 |
| A – E  | {\displaystyle {\frac {3}{2}}:{\sqrt {\frac {81}{80}}}} | kvinta zmenšená o polovinu syntonického komatu | 691,202 |  | Eb – Bb     | {\displaystyle {3}:{2}\;}                             | čistá kvinta              | 701,955 |
| E – H  | {\displaystyle {3}:{2}\;}                               | čistá kvinta                                   | 701,955 |  | Bb – F      | {\displaystyle {3}:{2}\;}                             | čistá kvinta              | 701,955 |
| H – F# | {\displaystyle {3}:{2}\;}                               | čistá kvinta                                   | 701,955 |  | F – C       | {\displaystyle {3}:{2}\;}                             | čistá kvinta              | 701,955 |

Od tohoto kvintového kruhu lze odvodit všechny tóny dvanáctitónové stupnice. Mocniny čísla 2 ve výpočtu relativní frekvence nemají žádný hlubší vnitřní řád, slouží jen jako oktávové transpozice k poskládání tónů do rozmezí jedné oktávy tak, aby relativní frekvence vycházely v rozmezí 1 až 2.
| Označení tónu | Výpočet relativní frekvence                                                                                          | Relativní frekvence | Centy   | Interval        |
| ------------- | --- | ------------------- | ------- | --------------- |
| Eb            | {\displaystyle {\frac {32}{27}}}                                                                                     | 1,185185185         | 294,14  | malá tercie     |
| Bb            | {\displaystyle {\frac {8}{9}}\cdot {\frac {2}{1}}={\frac {16}{9}}}                                                   | 1,777777778         | 996,09  | malá septima    |
| F             | {\displaystyle {\frac {2}{3}}\cdot {\frac {2}{1}}={\frac {4}{3}}}                                                    | 1,333333333         | 498,05  | kvarta          |
| C             | {\displaystyle {\frac {1}{1}}=1}                                                                                     | 1                   | 0       | prima           |
| G             | {\displaystyle {\frac {3}{2}}}                                                                                       | 1,5                 | 701,955 | kvinta          |
| D             | {\displaystyle {\frac {9}{4}}\cdot {\frac {1}{2}}={\frac {9}{8}}}                                                    | 1,125               | 203,910 | velká sekunda   |
| A             | {\displaystyle {\frac {27}{16}}:{\sqrt {\frac {81}{80}}}={\frac {3{\sqrt {5}}}{4}}}                                  | 1,677050983         | 895,11  | velká sexta     |
| E             | {\displaystyle \left({\frac {81}{32}}:{\frac {81}{80}}\right)\cdot {\frac {1}{2}}={\frac {5}{4}}}                    | 1,25                | 386,31  | velká tercie    |
| H             | {\displaystyle {\frac {15}{8}}}                                                                                      | 1,875               | 1088,27 | velká septima   |
| F#            | {\displaystyle {\frac {45}{16}}\cdot {\frac {1}{2}}={\frac {45}{32}}}                                                | 1,40625             | 590,22  | zvětšená kvarta |
| C#            | {\displaystyle \left({\frac {45}{32}}\cdot {\frac {3:2}{32805:32768}}\right)\cdot {\frac {1}{2}}={\frac {256}{243}}} | 1,053497942         | 90,22   | zvětšená prima  |
| G#            | {\displaystyle {\frac {128}{81}}}                                                                                    | 1,580246914         | 792,18  | zvětšená kvinta |

Takto mimo jiné dostaneme následující intervaly:
- Tři čisté velké tercie (poměr frekvencí 5:4; 386,314 centů): C-E, G-H, D-F#
- Čtyři pythagorejské velké tercie (poměr frekvencí 81:64; 407,820 centů), znějí disonantně: C#-F, Ab-C, Eb-G, Bb-D
- Zbývající velké tercie jsou širší než čisté: A-C# (395,113 centů), E-G#, H-Eb, F#-Bb (405,866 centů), F-A (397,067 centů)

## Kirnberger III
V tomto ladění se syntonické koma rozdělí mezi kvinty C – G, G – D, D – A a A – E (tyto kvinty se tedy počítají stejně jako ve středotónovém ladění). Kvinta F# – C# je zmenšená o schisma, zbývající kvinty jsou čisté.
| Kvinta | Poměr frekvencí                                                             | Popis                                          | Centy   |  | Kvinta      | Poměr frekvencí                                       | Popis                     | Centy   |
| ------ | --------------------------------------------------------------------------- | ---------------------------------------------- | ------- |  | ----------- | ----------------------------------------------------- | ------------------------- | ------- |
| C – G  | {\displaystyle {\frac {3}{2}}:\left({\frac {81}{80}}\right)^{\frac {1}{4}}} | kvinta zmenšená o čtvrtinu syntonického komatu | 696,578 |  | F# – C#     | {\displaystyle {\frac {3}{2}}:{\frac {32805}{32768}}} | kvinta zmenšená o schisma | 700,001 |
| G – D  | {\displaystyle {\frac {3}{2}}:\left({\frac {81}{80}}\right)^{\frac {1}{4}}} | kvinta zmenšená o čtvrtinu syntonického komatu | 696,578 |  | C# – G#(Ab) | {\displaystyle {3}:{2}\;}                             | čistá kvinta              | 701,955 |
| D – A  | {\displaystyle {\frac {3}{2}}:\left({\frac {81}{80}}\right)^{\frac {1}{4}}} | kvinta zmenšená o čtvrtinu syntonického komatu | 696,578 |  | G#(Ab) – Eb | {\displaystyle {3}:{2}\;}                             | čistá kvinta              | 701,955 |
| A – E  | {\displaystyle {\frac {3}{2}}:\left({\frac {81}{80}}\right)^{\frac {1}{4}}} | kvinta zmenšená o čtvrtinu syntonického komatu | 696,578 |  | Eb – Bb     | {\displaystyle {3}:{2}\;}                             | čistá kvinta              | 701,955 |
| E – H  | {\displaystyle {3}:{2}\;}                                                   | čistá kvinta                                   | 701,955 |  | Bb – F      | {\displaystyle {3}:{2}\;}                             | čistá kvinta              | 701,955 |
| H – F# | {\displaystyle {3}:{2}\;}                                                   | čistá kvinta                                   | 701,955 |  | F – C       | {\displaystyle {3}:{2}\;}                             | čistá kvinta              | 701,955 |

Od tohoto kvintového kruhu lze odvodit všechny tóny dvanáctitónové stupnice. Mocniny čísla 2 ve výpočtu relativní frekvence nemají žádný hlubší vnitřní řád, slouží jen jako oktávové transpozice k poskládání tónů do rozmezí jedné oktávy tak, aby relativní frekvence vycházely v rozmezí 1 až 2.
| Označení tónu | Výpočet relativní frekvence | Relativní frekvence | Centy   | Interval        |
| ------------- | --- | ------------------- | ------- | --------------- |
| Eb            | {\displaystyle {\frac {32}{27}}} | 1,185185185         | 294,14  | malá tercie     |
| Bb            | {\displaystyle {\frac {8}{9}}\cdot {\frac {2}{1}}={\frac {16}{9}}}                                                                       | 1,777777778         | 996,09  | malá septima    |
| F             | {\displaystyle {\frac {2}{3}}\cdot {\frac {2}{1}}={\frac {4}{3}}}                                                                        | 1,333333333         | 498,05  | kvarta          |
| C             | {\displaystyle {\frac {1}{1}}=1} | 1                   | 0       | prima           |
| G             | {\displaystyle {\frac {3}{2}}:\left({\frac {81}{80}}\right)^{\frac {1}{4}}={\sqrt[{4}]{5}}}                                              | 1,49534878122       | 696,58  | kvinta          |
| D             | {\displaystyle {\frac {9}{4}}\cdot {\frac {1}{2}}:\left({\frac {81}{80}}\right)^{\frac {2}{4}}={\sqrt {5}}\cdot {\frac {1}{2}}}          | 1,11803398875       | 193,16  | velká sekunda   |
| A             | {\displaystyle {\frac {27}{8}}\cdot {\frac {1}{2}}:\left({\frac {81}{80}}\right)^{\frac {3}{4}}={\sqrt[{4}]{5^{3}}}\cdot {\frac {1}{2}}} | 1,67185076244       | 889,74  | velká sexta     |
| E             | {\displaystyle {\frac {81}{16}}\cdot {\frac {1}{4}}:{\frac {81}{80}}={\frac {5}{4}}}                                                     | 1,25                | 386,31  | velká tercie    |
| H             | {\displaystyle {\frac {15}{8}}} | 1,875               | 1088,27 | velká septima   |
| F#            | {\displaystyle {\frac {45}{16}}\cdot {\frac {1}{2}}={\frac {45}{32}}}                                                                    | 1,40625             | 590,22  | zvětšená kvarta |
| C#            | {\displaystyle \left({\frac {135}{64}}:{\frac {32805}{32768}}\right)\cdot {\frac {1}{2}}={\frac {256}{243}}}                             | 1,053497942         | 90,22   | zvětšená prima  |
| G#            | {\displaystyle {\frac {128}{81}}} | 1,580246914         | 792,18  | zvětšená kvinta |

Takto mimo jiné dostaneme následující intervaly:
- Jedna čistá velká tercie (poměr frekvencí 5:4; 386,314 centů): C-E
- Dvě pythagorejské velké tercie (poměr frekvencí 81:64; 407,820 centů), znějí disonantně: C#-F, Ab-C
- Zbývající velké tercie jsou širší než čisté: G-H, F-A (391,691 centů), D-F# (395,113 centů), A-C# (400,489 centů), E-G#, H-Eb, F#-Bb (405,866 centů), Eb-G (402,444 centů) a Bb-D (397, 067 centů)